# Galleria Peloritana
La galleria Peloritana è una galleria ferroviaria a doppio binario di quasi 13 chilometri costruita per sostituire la difficile tratta di valico tra Messina e Villafranca Tirrena della ferrovia Palermo-Messina. Quest'ultima includeva una galleria di valico di 5.345 metri. Con i suoi 12.817 metri è la galleria ferroviaria più lunga della Sicilia.

## Storia
La Messina-Palermo ha sofferto sin dalla sua costruzione di un difficile percorso a causa della presenza dei monti Peloritani immediatamente alle spalle della città di Messina superati con una linea in salita a semplice binario e una galleria di valico, aperti al traffico nel 1890, con pendenza prossima al 30 per mille che imponeva l'utilizzo di una locomotiva di spinta o della doppia trazione per i treni più pesanti. Nonostante l'elettrificazione della linea avvenuta nel secondo dopoguerra l'esercizio ferroviario è stato sempre condizionato negativamente sia dal semplice binario che dalla tratta in se stessa; il progetto di ammodernamento pur approntato già dagli anni sessanta ha avuta la sua realizzazione solo alla fine degli anni ottanta con l'inizio dei lavori di scavo.
Dopo poco meno di quindici anni dall'inizio dei lavori il 29 novembre del 2001 è stata ufficialmente inaugurata, anche se era già attiva dal 1999 in esercizio provvisorio, una nuova tratta ferroviaria a doppio binario che immette, poco dopo l'uscita della stazione di Messina Scalo, direttamente nella nuova galleria di base lunga 12.817 metri che sottopassa i monti Peloritani sbucando direttamente nei pressi della stazione di Villafranca Tirrena.
Il lungo tunnel, che si sviluppa tra il km 213,257 e il km 226,074 della linea Messina-Palermo, è stato realizzato rispettando le normative di sicurezza più restrittive con illuminazione interna, nicchie di ricovero, telefoni fissi ogni 500 metri e cavo continuo fessurato per trasmissione in galleria. È inoltre fornita di impianto idrico.
La galleria è stata realizzata da un consorzio di imprese denominato "Ferrofir" costituito dalle imprese Astaldi, Di Penta e Impregilo.